# ゼーランド語
ゼーランド語／ゼーラント語（ゼーランドご、ゼーラントご、Zeêuws）は、オランダ南西部のライン川デルタ地帯で話されている言語である。ゼーラント州と、南ホラント州のフレー・オーファーフラケー島（Goeree-Overflakkee）に話者が分布する。
ゼーランド語は西ゲルマン語群の低地ドイツ語に属する低地フランク語の一方言である。現在話者は22万人おり、オランダ語の方言の一部とも称されるが、発音に大きな違いがある。

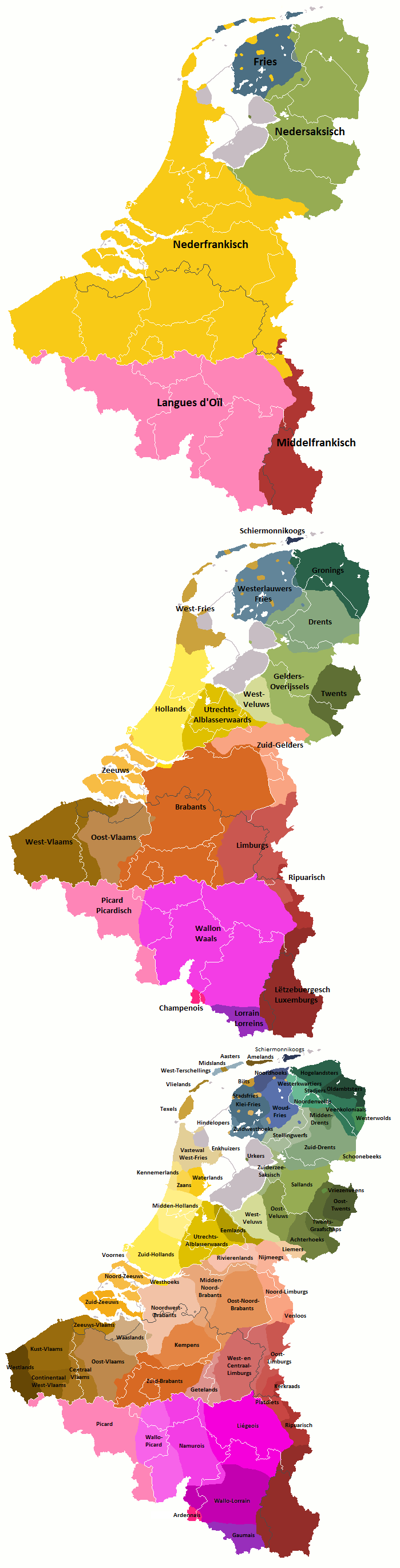
ゼーランド語(Zeelandic) （薄茶色部分）

## 方言
- Goerees (zea-goe)
- Schouws (zea-sch)
- Flakkees (zea-fla)
- Walchers (zea-wal)
- Bevelands (zea-bev)
- Duvelands (zea-duv)
- Kezands (zea-kez)
- Fluplands (zea-flu)
- Axels (zea-axe)